# Transports en commun de Pampelune
L'Eskualdeko Hiri Garraioa (Transporte Urbano Comarcal en espagnol, Transport Urbain Régional, en français) est le réseau de transport en commun desservant la ville de Pampelune et Iruñerria.
EHG est le seul service d'autobus de la ville, dirigé et coordonné par Iruñerriko Mankomunitatea et opéré par Transports Ciutat Comtal. Nonobstant, un service d'autocars relie la capitale aux différents coins de la Communauté Forale de Navarre: Nbus. Il est propriété du Gouvernement de Navarre et comprend différents arrêts dans la ville.
EHG est, avec Bilbobus, le meilleur réseau de transport en commun d'Espagne, en tenant en compte la ponctualité, la fiabilité de l'information et le niveau d'occupation des véhicules. De la même manière, le réseau a été valorisé avec un 7,8 sur 10 en ce qui concerne la satisfaction des usagers. Il possède également la plus grande ligne d'autobus électrique de la Péninsule Ibérique, la ligne 9.
Les bus sont blancs, verts et jaunes, qui sont les couleurs d'Iruñerriko Mankomunitatea. Ils sont, de manière coloquialle, nommés « villavesas », « billabesak », voir « atarrabiarrak ». Ce nom provient du premier exploitant du réseau, La Villavesa SA. Cela fait que les personnes provenant d'ailleurs aient du mal a comprendre ce terme.

## Histoire

### Début destransports en communàPampelune

#### Compañía del Ferrocarril de Zaragoza a Pamplona
La première fois que l'on peut parler d'un vrai service de transport en commun dans la ville de Pampelune se correspond avec l'arrivée, en 1860, de la ligne ferrée reliant la Gare de Pampelune à celle de Saragosse, la branchant au réseau ferré national.

#### Ferrocarril del Irati
Le 23 avril 1911 voit le jour la voie ferrée entre Pampelune et Zangoza, en passant par Agoitz. C'était le premier train à traction électrique de l'Espagne et le premier à voie étroite de la Navarre. Il est un des premiers tram-trains du monde, le premier du pays, vu qu'entre la capitale et Uharte, il partageait la chaussée avec les voitures.

#### Ferrocarril del Plazaola
Le 19 janvier 1914 est inauguré le prolongement de la voie ferrée de Saint-Sébastien à Leitza, qui a relié les villes de Pampelune et Saint-Sébastien. En complément du Ferrocarril del Irati, il s'est créé une espèce de réseau express régional permettant aux habitants de se déplacer très confortablement.

### Début destransports routiersàPampelune

#### La Villavesa SA
En 1953, la compagnie La Villavesa SA obtient la licence pour l'exploitation d'un service de transport en commun dans la ville de Pampelune. Du fait que, à l'époque, il n'y avait pas de feux routiers ni de passages piéton et qu'il n'y avait presque pas de trafic, la ponctualité des bus était presque parfaite. Les bus, type omnibus, étaient verts. Ils comportaient deux travailleurs: le conducteur et le vendeur de billets. Souvent, il y avait un troisième travailleur, le réviseur. Ils circulaient tous avec les fenêtres ouvertes, sinon l'air devenait irrespirable. Il était également autorisé de fumer.

#### Ségregation des lignes
L'entreprise disparaîtra en 1969, cédant les lignes urbaines à COTUP (Cooperativa de Transporte Urbano de Pamplona, « Coopérative de Transport Urbain de Pampelune » et les lignes interurbaines à La Montañesa SA. Les lignes radiquaient alors dans la gare des bus, pour celles procédant de dehors de la ville, et dans la Plaza de la Argentina (Place de l'Argentine, aujourd'hui Vinculo Plaza).
En 1990, la ligne 1 arrive jusqu'à Universidad Pública. Également, la ligne 5 s'est divisée en deux lignes différentes: la 5 et la 11. En 1993 apparaît pour la première fois la ligne 12, qui raccourcit la ligne 10. En 1995, la ligne 10 s'est divisée en deux autres lignes: la 10 et la 13.
La Montañesa SA était, quant à elle, chargée d'exploiter les lignes dites « de proximité avec Pampelune » avec La Pamplonesa SA et Autocares Río Irati SA. Celles-ci était un total de 13 lignes:

### Eskualdeko Hiri Garraioa
En 1999, en consonance avec les lois Ley 16/1987, de Ordenación de los Transportes Terrestres, Ley Foral 7/1998, de Regulación del Transporte Público por Carretera, et Ley Foral 8/1998, de Regulación del Transporte Regular de Viajeros en la Comarca de Pamplona, Iruñerriko Mankomunitatea reprend la titularité de toutes les lignes de bus de Iruñerria. À cet effet, elle crée Eskualdeko Hiri Garraioa, le réseau unifié de bus de Pampelune et alentours. Dans les lois précendentes, il était prévu de donner toutes les licences à un ou autre opérateur, c'est-à-dire, COTUP ou La Montañesa SA, mais pas les deux. Après un long débat, ce n'était jusqu'en 2002 quand La Montañesa SA a remporté toutes les licences et a absorbé COTUP,,.
En 2004, Veolia devient le nouveau propriétaire du réseau, en achètant La Montañesa SA.

## service de flotte
| Marque   | Maquette          | Unites |
| -------- | ----------------- | ------ |
| Man      | NL273F            | 5      |
| Scania   | N310UA            | 6      |
| Scania   | N270UB            | 11     |
| Scania   | N280UB            | 17     |
| Scania   | N320UB            | 3      |
| Man      | NL283F            | 13     |
| Man      | A22               | 2      |
| Solaris  | Urbino 12         | 5      |
| Solaris  | Urbino 18         | 9      |
| Volvo    | 7900 Hybrid       | 10     |
| Volvo    | D15K240           | 2      |
| Mercedes | Citaro Hybrid     | 4      |
| Mercedes | Citaro G Hybrid   | 8      |
| Heuliez  | GX437HYB          | 6      |
| Iveco    | Urbanway 18       | 5      |
| Vectia   | Veris 12 Hybrid   | 3      |
| Vectia   | Teris 10 Hybrid   | 2      |
| Vectia   | Veris 12 Electric | 6      |
| Man      | Lions City 12C    | 9      |
| Man      | Lions City 18C    | 7      |
| Man      | Lions City 19C    | 10     |
| Scania   | N340UA6X2/2       | 7      |
| Scania   | N340UB4X2/2       | 6      |
| Man      | Lions City 18G    | 6      |
| Irizar   | Ie Tram           | -      |

## Le Réseau
Le réseau se divise en deux "services": celui présent pendant la journée et celui qui circule la nuit.

### Servicede jour
Il se compose de 24 lignes, en service principalement entre 6h00 et 22h00. Ce sont les lignes de référence du réseau. Elles possèdent des fréquences entre 10 et 20 minutes la semaine.
| Ligne | Caractéristiques | Caractéristiques                                                                       | Caractéristiques                                                                       | Caractéristiques                                                                       | Caractéristiques                                                                       | Caractéristiques                                                                       | Caractéristiques                                                                       | Caractéristiques                                                                       | Caractéristiques                                                                       |
| 1     | Zizur Txikia — Nafarroako Unibertsitatea ⥋ Askatasuna — Unibertsitate Publikoa — Sadar | Zizur Txikia — Nafarroako Unibertsitatea ⥋ Askatasuna — Unibertsitate Publikoa — Sadar | Zizur Txikia — Nafarroako Unibertsitatea ⥋ Askatasuna — Unibertsitate Publikoa — Sadar | Zizur Txikia — Nafarroako Unibertsitatea ⥋ Askatasuna — Unibertsitate Publikoa — Sadar | Zizur Txikia — Nafarroako Unibertsitatea ⥋ Askatasuna — Unibertsitate Publikoa — Sadar | Zizur Txikia — Nafarroako Unibertsitatea ⥋ Askatasuna — Unibertsitate Publikoa — Sadar | Zizur Txikia — Nafarroako Unibertsitatea ⥋ Askatasuna — Unibertsitate Publikoa — Sadar | Zizur Txikia — Nafarroako Unibertsitatea ⥋ Askatasuna — Unibertsitate Publikoa — Sadar | Zizur Txikia — Nafarroako Unibertsitatea ⥋ Askatasuna — Unibertsitate Publikoa — Sadar |
| ----- | --- | -------------------------------------------------------------------------------------- | -------------------------------------------------------------------------------------- | -------------------------------------------------------------------------------------- | -------------------------------------------------------------------------------------- | -------------------------------------------------------------------------------------- | -------------------------------------------------------------------------------------- | -------------------------------------------------------------------------------------- | -------------------------------------------------------------------------------------- |
| 1     | Ouverture / Fermeture 1953 / — | Longueur 16,2 km                                                                       | Durée 24' / 22' min                                                                    | Nb. d’arrêts 17                                                                        | Matériel —                                                                             | Jours de fonctionnement L, Ma, Me, J, V, S, D                                          | Jour / Soir / Nuit / Fêtes O / O / N / O                                               | Voy. / an 431 878                                                                      | Dépôt Ezkaba                                                                           |
| 1     | Desserte : - Villes et lieux desservis : Pampelune, Zizur Txikia - Gares desservies : |                                                                                        |                                                                                        |                                                                                        |                                                                                        |                                                                                        |                                                                                        |                                                                                        |                                                                                        |
| 1     | Autre : - Amplitudes horaires : 7h00/7h30 - 22h00/22h20 - Fréquences : 20' (semaine) - 30' (samedis matin) - 60' (samedis soir/fêtes) - Particularités : Les samedis et fêtes, la ligne arrive jusqu'à Askatasuna et les jours de match de Osasuna, la ligne arrive jusqu'au Stade El Sadar - Date de dernière mise à jour : 4 septembre 2017. |                                                                                        |                                                                                        |                                                                                        |                                                                                        |                                                                                        |                                                                                        |                                                                                        |                                                                                        |
| 1     | Dernière actualisation : — |                                                                                        |                                                                                        |                                                                                        |                                                                                        |                                                                                        |                                                                                        |                                                                                        |                                                                                        |
| 2     | Nafarroako Gorteen ⥋ Etxabakoitz | Nafarroako Gorteen ⥋ Etxabakoitz                                                       | Nafarroako Gorteen ⥋ Etxabakoitz                                                       | Nafarroako Gorteen ⥋ Etxabakoitz                                                       | Nafarroako Gorteen ⥋ Etxabakoitz                                                       | Nafarroako Gorteen ⥋ Etxabakoitz                                                       | Nafarroako Gorteen ⥋ Etxabakoitz                                                       | Nafarroako Gorteen ⥋ Etxabakoitz                                                       | Nafarroako Gorteen ⥋ Etxabakoitz                                                       |
| 2     | Ouverture / Fermeture 1953 / — | Longueur 13,3 km                                                                       | Durée 25' / 21' min                                                                    | Nb. d’arrêts 17                                                                        | Matériel —                                                                             | Jours de fonctionnement L, Ma, Me, J, V, S, D                                          | Jour / Soir / Nuit / Fêtes O / O / N / O                                               | Voy. / an 1 229 551                                                                    | Dépôt Ezkaba                                                                           |
| 2     | Desserte : - Villes et lieux desservis : Pampelune - Gares desservies : |                                                                                        |                                                                                        |                                                                                        |                                                                                        |                                                                                        |                                                                                        |                                                                                        |                                                                                        |
| 2     | Autre : - Amplitudes horaires : 6h55/7h00 - 22h15/22h20 - Fréquences : 10' (semaine) - 12' (samedis matin) - 15' (samedis soir/semaine petite matinée/fêtes matin) - 20' (fêtes soir) - Particularités : - Date de dernière mise à jour : 21 janvier 2019. |                                                                                        |                                                                                        |                                                                                        |                                                                                        |                                                                                        |                                                                                        |                                                                                        |                                                                                        |
| 2     | Dernière actualisation : — |                                                                                        |                                                                                        |                                                                                        |                                                                                        |                                                                                        |                                                                                        |                                                                                        |                                                                                        |
| 3     | Zirkularra Mendebaldea | Zirkularra Mendebaldea                                                                 | Zirkularra Mendebaldea                                                                 | Zirkularra Mendebaldea                                                                 | Zirkularra Mendebaldea                                                                 | Zirkularra Mendebaldea                                                                 | Zirkularra Mendebaldea                                                                 | Zirkularra Mendebaldea                                                                 | Zirkularra Mendebaldea                                                                 |
| 3     | Hirigunea ⥋ Antsoain |                                                                                        |                                                                                        |                                                                                        |                                                                                        |                                                                                        |                                                                                        |                                                                                        |                                                                                        |
| 3     | Ouverture / Fermeture 1953 / — | Longueur 8,4 km                                                                        | Durée 30' min                                                                          | Nb. d’arrêts 23                                                                        | Matériel —                                                                             | Jours de fonctionnement L, Ma, Me, J, V, S, D                                          | Jour / Soir / Nuit / Fêtes O / O / N / O                                               | Voy. / an 1 561 176                                                                    | Dépôt Ezkaba                                                                           |
| 3     | Desserte : - Villes et lieux desservis : Pampelune, Antsoain - Gares desservies : Gare de Pampelune |                                                                                        |                                                                                        |                                                                                        |                                                                                        |                                                                                        |                                                                                        |                                                                                        |                                                                                        |
| 3     | Autre : - Amplitudes horaires : 6h20/6h30 - 22h25/22h30 - Fréquences : 10' (semaine/samedis) - 12' (petites matinées) - 15' (fêtes) - Particularités : C'est une ligne circulaire (ligne 21 dans l'autre sens) - Date de dernière mise à jour : 2 mars 2018. |                                                                                        |                                                                                        |                                                                                        |                                                                                        |                                                                                        |                                                                                        |                                                                                        |                                                                                        |
| 3     | Dernière actualisation : — |                                                                                        |                                                                                        |                                                                                        |                                                                                        |                                                                                        |                                                                                        |                                                                                        |                                                                                        |
| 4     | Barañain ⥋ Atarrabia — Uharte — Arre — Orikain | Barañain ⥋ Atarrabia — Uharte — Arre — Orikain                                         | Barañain ⥋ Atarrabia — Uharte — Arre — Orikain                                         | Barañain ⥋ Atarrabia — Uharte — Arre — Orikain                                         | Barañain ⥋ Atarrabia — Uharte — Arre — Orikain                                         | Barañain ⥋ Atarrabia — Uharte — Arre — Orikain                                         | Barañain ⥋ Atarrabia — Uharte — Arre — Orikain                                         | Barañain ⥋ Atarrabia — Uharte — Arre — Orikain                                         | Barañain ⥋ Atarrabia — Uharte — Arre — Orikain                                         |
| 4     | Ouverture / Fermeture 1953 / — | Longueur 33,8 km                                                                       | Durée 53' / 66' min                                                                    | Nb. d’arrêts 39                                                                        | Matériel —                                                                             | Jours de fonctionnement L, Ma, Me, J, V, S, D                                          | Jour / Soir / Nuit / Fêtes O / O / N / O                                               | Voy. / an 8 447 631                                                                    | Dépôt Ezkaba                                                                           |
| 4     | Desserte : - Villes et lieux desservis : Pampelune, Atarrabia, Uharte, Arre, Orikain - Gares desservies : |                                                                                        |                                                                                        |                                                                                        |                                                                                        |                                                                                        |                                                                                        |                                                                                        |                                                                                        |
| 4     | Autre : - Amplitudes horaires : 6h20/6h30 - 22h30/22h40 - Fréquences : 6' (semaine) - 8' (samedis/semaine petite matinée) - 10' (samedis petite matinée) - 12' (fêtes) - 15' (fêtes petite matinée) - Particularités : Un service sur deux arrive à Uharte. Des services ponctuels desservent Arre et Orikain - Date de dernière mise à jour : 21 janvier 2019. |                                                                                        |                                                                                        |                                                                                        |                                                                                        |                                                                                        |                                                                                        |                                                                                        |                                                                                        |
| 4     | Dernière actualisation : — |                                                                                        |                                                                                        |                                                                                        |                                                                                        |                                                                                        |                                                                                        |                                                                                        |                                                                                        |
| 5     | Orvina 3 ⥋ Nafarroako Unibertsitatea | Orvina 3 ⥋ Nafarroako Unibertsitatea                                                   | Orvina 3 ⥋ Nafarroako Unibertsitatea                                                   | Orvina 3 ⥋ Nafarroako Unibertsitatea                                                   | Orvina 3 ⥋ Nafarroako Unibertsitatea                                                   | Orvina 3 ⥋ Nafarroako Unibertsitatea                                                   | Orvina 3 ⥋ Nafarroako Unibertsitatea                                                   | Orvina 3 ⥋ Nafarroako Unibertsitatea                                                   | Orvina 3 ⥋ Nafarroako Unibertsitatea                                                   |
| 5     | Ouverture / Fermeture 1953 / — | Longueur 11,1 km                                                                       | Durée 25' / 25' min                                                                    | Nb. d’arrêts 17                                                                        | Matériel —                                                                             | Jours de fonctionnement L, Ma, Me, J, V, S, D                                          | Jour / Soir / Nuit / Fêtes O / O / N / O                                               | Voy. / an 1 317 909                                                                    | Dépôt Ezkaba                                                                           |
| 5     | Desserte : - Villes et lieux desservis : Pampelune - Gares desservies : |                                                                                        |                                                                                        |                                                                                        |                                                                                        |                                                                                        |                                                                                        |                                                                                        |                                                                                        |
| 5     | Autre : - Amplitudes horaires : 6h30 - 22h10/22h15 - Fréquences : 15' (semaine) - 20' (samedis/fêtes) - Particularités : - Date de dernière mise à jour : 1er septembre 2019. |                                                                                        |                                                                                        |                                                                                        |                                                                                        |                                                                                        |                                                                                        |                                                                                        |                                                                                        |
| 5     | Dernière actualisation : — |                                                                                        |                                                                                        |                                                                                        |                                                                                        |                                                                                        |                                                                                        |                                                                                        |                                                                                        |
| 6     | Arrotxapea ⥋ Unibertsitate Publikoa — Sadar | Arrotxapea ⥋ Unibertsitate Publikoa — Sadar                                            | Arrotxapea ⥋ Unibertsitate Publikoa — Sadar                                            | Arrotxapea ⥋ Unibertsitate Publikoa — Sadar                                            | Arrotxapea ⥋ Unibertsitate Publikoa — Sadar                                            | Arrotxapea ⥋ Unibertsitate Publikoa — Sadar                                            | Arrotxapea ⥋ Unibertsitate Publikoa — Sadar                                            | Arrotxapea ⥋ Unibertsitate Publikoa — Sadar                                            | Arrotxapea ⥋ Unibertsitate Publikoa — Sadar                                            |
| 6     | Ouverture / Fermeture 1953 / — | Longueur 11,6 km                                                                       | Durée 25' / 25' min                                                                    | Nb. d’arrêts 18                                                                        | Matériel —                                                                             | Jours de fonctionnement L, Ma, Me, J, V, S, D                                          | Jour / Soir / Nuit / Fêtes O / O / N / O                                               | Voy. / an 1 094 592                                                                    | Dépôt Ezkaba                                                                           |
| 6     | Desserte : - Villes et lieux desservis : Pampelune - Gares desservies : |                                                                                        |                                                                                        |                                                                                        |                                                                                        |                                                                                        |                                                                                        |                                                                                        |                                                                                        |
| 6     | Autre : - Amplitudes horaires : 6h40/6h45 - 22h15/22h20 - Fréquences : 15' (semaine/samedis) - 20' (samedis petite matinée/fêtes) - Particularités : Les jours de match de Osasuna, la ligne arrive jusqu'au Stade El Sadar - Date de dernière mise à jour : 4 septembre 2017. |                                                                                        |                                                                                        |                                                                                        |                                                                                        |                                                                                        |                                                                                        |                                                                                        |                                                                                        |
| 6     | Dernière actualisation : — |                                                                                        |                                                                                        |                                                                                        |                                                                                        |                                                                                        |                                                                                        |                                                                                        |                                                                                        |
| 7     | Barañain ⥋ Atarrabia | Barañain ⥋ Atarrabia                                                                   | Barañain ⥋ Atarrabia                                                                   | Barañain ⥋ Atarrabia                                                                   | Barañain ⥋ Atarrabia                                                                   | Barañain ⥋ Atarrabia                                                                   | Barañain ⥋ Atarrabia                                                                   | Barañain ⥋ Atarrabia                                                                   | Barañain ⥋ Atarrabia                                                                   |
| 7     | Ouverture / Fermeture 1953 / — | Longueur 21,5 km                                                                       | Durée 52' / 49' min                                                                    | Nb. d’arrêts 35                                                                        | Matériel —                                                                             | Jours de fonctionnement L, Ma, Me, J, V, S, D                                          | Jour / Soir / Nuit / Fêtes O / O / N / O                                               | Voy. / an 3 809 490                                                                    | Dépôt Ezkaba                                                                           |
| 7     | Desserte : - Villes et lieux desservis : Pampelune, Barañain, Antsoain, Burlata, Atarrabia - Gares desservies : Gare de Pampelune |                                                                                        |                                                                                        |                                                                                        |                                                                                        |                                                                                        |                                                                                        |                                                                                        |                                                                                        |
| 7     | Autre : - Amplitudes horaires : 6h25/6h30 - 22h35 - Fréquences : 10' (semaine) - 12' (semaine petite matinée) - 15' (samedis/fêtes) - 20' (fêtes petite matinée) - Particularités : - Date de dernière mise à jour : 5 novembre 2018. |                                                                                        |                                                                                        |                                                                                        |                                                                                        |                                                                                        |                                                                                        |                                                                                        |                                                                                        |
| 7     | Dernière actualisation : — |                                                                                        |                                                                                        |                                                                                        |                                                                                        |                                                                                        |                                                                                        |                                                                                        |                                                                                        |
| 8     | Blanka Nafarroakoa ⥋ Buztintxuri | Blanka Nafarroakoa ⥋ Buztintxuri                                                       | Blanka Nafarroakoa ⥋ Buztintxuri                                                       | Blanka Nafarroakoa ⥋ Buztintxuri                                                       | Blanka Nafarroakoa ⥋ Buztintxuri                                                       | Blanka Nafarroakoa ⥋ Buztintxuri                                                       | Blanka Nafarroakoa ⥋ Buztintxuri                                                       | Blanka Nafarroakoa ⥋ Buztintxuri                                                       | Blanka Nafarroakoa ⥋ Buztintxuri                                                       |
| 8     | Ouverture / Fermeture 1953 / — | Longueur 10,1 km                                                                       | Durée 26' / 22' min                                                                    | Nb. d’arrêts 17                                                                        | Matériel —                                                                             | Jours de fonctionnement L, Ma, Me, J, V, S, D                                          | Jour / Soir / Nuit / Fêtes O / O / N / O                                               | Voy. / an 1 295 283                                                                    | Dépôt Ezkaba                                                                           |
| 8     | Desserte : - Villes et lieux desservis : Pampelune - Gares desservies : |                                                                                        |                                                                                        |                                                                                        |                                                                                        |                                                                                        |                                                                                        |                                                                                        |                                                                                        |
| 8     | Autre : - Amplitudes horaires : 6h30 - 22h10/22h15 - Fréquences : 12' (semaine) - 15' (semaine petite matinée/samedis) - 20' (fêtes) - Particularités : - Date de dernière mise à jour : 1er janvier 1999. |                                                                                        |                                                                                        |                                                                                        |                                                                                        |                                                                                        |                                                                                        |                                                                                        |                                                                                        |
| 8     | Dernière actualisation : — |                                                                                        |                                                                                        |                                                                                        |                                                                                        |                                                                                        |                                                                                        |                                                                                        |                                                                                        |
| 9     | RENFE Geltokia ⥋ Bianako Printzea — Unibertsitate Publikoa — Sadar | RENFE Geltokia ⥋ Bianako Printzea — Unibertsitate Publikoa — Sadar                     | RENFE Geltokia ⥋ Bianako Printzea — Unibertsitate Publikoa — Sadar                     | RENFE Geltokia ⥋ Bianako Printzea — Unibertsitate Publikoa — Sadar                     | RENFE Geltokia ⥋ Bianako Printzea — Unibertsitate Publikoa — Sadar                     | RENFE Geltokia ⥋ Bianako Printzea — Unibertsitate Publikoa — Sadar                     | RENFE Geltokia ⥋ Bianako Printzea — Unibertsitate Publikoa — Sadar                     | RENFE Geltokia ⥋ Bianako Printzea — Unibertsitate Publikoa — Sadar                     | RENFE Geltokia ⥋ Bianako Printzea — Unibertsitate Publikoa — Sadar                     |
| 9     | Ouverture / Fermeture 1953 / — | Longueur 13,2 km                                                                       | Durée 30' / 30' min                                                                    | Nb. d’arrêts 16                                                                        | Matériel —                                                                             | Jours de fonctionnement L, Ma, Me, J, V, S, D                                          | Jour / Soir / Nuit / Fêtes O / O / N / O                                               | Voy. / an 1 824 745                                                                    | Dépôt Ezkaba                                                                           |
| 9     | Desserte : - Villes et lieux desservis : Pampelune - Gares desservies : Gare de Pampelune |                                                                                        |                                                                                        |                                                                                        |                                                                                        |                                                                                        |                                                                                        |                                                                                        |                                                                                        |
| 9     | Autre : - Amplitudes horaires : 6h30/6h45 - 22h30/22h50 - Fréquences : 12' (semaine) - 15' (samedis) - 20' (fêtes) - Particularités : Les fêtes, la ligne arrive jusqu'à Bianako Printzea et les jours de match de Osasuna, la ligne arrive jusqu'au Stade El Sadar - Date de dernière mise à jour : 11 juin 2018. |                                                                                        |                                                                                        |                                                                                        |                                                                                        |                                                                                        |                                                                                        |                                                                                        |                                                                                        |
| 9     | Dernière actualisation : — |                                                                                        |                                                                                        |                                                                                        |                                                                                        |                                                                                        |                                                                                        |                                                                                        |                                                                                        |
| 10    | Belosogoiti ⥋ Orkoien | Belosogoiti ⥋ Orkoien                                                                  | Belosogoiti ⥋ Orkoien                                                                  | Belosogoiti ⥋ Orkoien                                                                  | Belosogoiti ⥋ Orkoien                                                                  | Belosogoiti ⥋ Orkoien                                                                  | Belosogoiti ⥋ Orkoien                                                                  | Belosogoiti ⥋ Orkoien                                                                  | Belosogoiti ⥋ Orkoien                                                                  |
| 10    | Ouverture / Fermeture 1953 / — | Longueur 18,4 km                                                                       | Durée 35' / 36' min                                                                    | Nb. d’arrêts 22                                                                        | Matériel —                                                                             | Jours de fonctionnement L, Ma, Me, J, V, S, D                                          | Jour / Soir / Nuit / Fêtes O / O / N / O                                               | Voy. / an 733 556                                                                      | Dépôt Ezkaba                                                                           |
| 10    | Desserte : - Villes et lieux desservis : Pampelune, Orkoien - Gares desservies : |                                                                                        |                                                                                        |                                                                                        |                                                                                        |                                                                                        |                                                                                        |                                                                                        |                                                                                        |
| 10    | Autre : - Amplitudes horaires : 6h30/6h45 - 21h55/22h35 - Fréquences : 30' (semaine) - 35' (samedis/fêtes) - Particularités : - Date de dernière mise à jour : 4 septembre 2017. |                                                                                        |                                                                                        |                                                                                        |                                                                                        |                                                                                        |                                                                                        |                                                                                        |                                                                                        |
| 10    | Dernière actualisation : — |                                                                                        |                                                                                        |                                                                                        |                                                                                        |                                                                                        |                                                                                        |                                                                                        |                                                                                        |
| 11    | Ezkaba ⥋ Galaria — Mutiloa Industrialdea | Ezkaba ⥋ Galaria — Mutiloa Industrialdea                                               | Ezkaba ⥋ Galaria — Mutiloa Industrialdea                                               | Ezkaba ⥋ Galaria — Mutiloa Industrialdea                                               | Ezkaba ⥋ Galaria — Mutiloa Industrialdea                                               | Ezkaba ⥋ Galaria — Mutiloa Industrialdea                                               | Ezkaba ⥋ Galaria — Mutiloa Industrialdea                                               | Ezkaba ⥋ Galaria — Mutiloa Industrialdea                                               | Ezkaba ⥋ Galaria — Mutiloa Industrialdea                                               |
| 11    | Ouverture / Fermeture 1991 / — | Longueur 20,6 km                                                                       | Durée 33' / 33' min                                                                    | Nb. d’arrêts 21                                                                        | Matériel —                                                                             | Jours de fonctionnement L, Ma, Me, J, V, S, D                                          | Jour / Soir / Nuit / Fêtes O / O / N / O                                               | Voy. / an 2 100 515                                                                    | Dépôt Ezkaba                                                                           |
| 11    | Desserte : - Villes et lieux desservis : Pampelune, Galaria, Mutiloa - Gares desservies : |                                                                                        |                                                                                        |                                                                                        |                                                                                        |                                                                                        |                                                                                        |                                                                                        |                                                                                        |
| 11    | Autre : - Amplitudes horaires : 6h30/6h35 - 22h35/22h40 - Fréquences : 15' (semaine) - 15' (samedis/fêtes) - Particularités : un bus sur deux desservit Galaria et Mutiloa Industrialdea - Date de dernière mise à jour : 5 avril 2018. |                                                                                        |                                                                                        |                                                                                        |                                                                                        |                                                                                        |                                                                                        |                                                                                        |                                                                                        |
| 11    | Dernière actualisation : — |                                                                                        |                                                                                        |                                                                                        |                                                                                        |                                                                                        |                                                                                        |                                                                                        |                                                                                        |
| 12    | Ermitagaña ⥋ Mendillorri | Ermitagaña ⥋ Mendillorri                                                               | Ermitagaña ⥋ Mendillorri                                                               | Ermitagaña ⥋ Mendillorri                                                               | Ermitagaña ⥋ Mendillorri                                                               | Ermitagaña ⥋ Mendillorri                                                               | Ermitagaña ⥋ Mendillorri                                                               | Ermitagaña ⥋ Mendillorri                                                               | Ermitagaña ⥋ Mendillorri                                                               |
| 12    | Ouverture / Fermeture 1993 / — | Longueur 13,9 km                                                                       | Durée 26' / 32' min                                                                    | Nb. d’arrêts 19                                                                        | Matériel —                                                                             | Jours de fonctionnement L, Ma, Me, J, V, S, D                                          | Jour / Soir / Nuit / Fêtes O / O / N / O                                               | Voy. / an 2 531 903                                                                    | Dépôt Ezkaba                                                                           |
| 12    | Desserte : - Villes et lieux desservis : Pampelune - Gares desservies : |                                                                                        |                                                                                        |                                                                                        |                                                                                        |                                                                                        |                                                                                        |                                                                                        |                                                                                        |
| 12    | Autre : - Amplitudes horaires : 6h30/6h45 - 22h30/22h50 - Fréquences : 10' (semaine) - 12' (semaine soir) - 15' (samedis) - 20' (fêtes) - Particularités : - Date de dernière mise à jour : 11 juin 2018. |                                                                                        |                                                                                        |                                                                                        |                                                                                        |                                                                                        |                                                                                        |                                                                                        |                                                                                        |
| 12    | Dernière actualisation : — |                                                                                        |                                                                                        |                                                                                        |                                                                                        |                                                                                        |                                                                                        |                                                                                        |                                                                                        |
| 14    | Udaletxea ⥋ Arrotxapea — Artika | Udaletxea ⥋ Arrotxapea — Artika                                                        | Udaletxea ⥋ Arrotxapea — Artika                                                        | Udaletxea ⥋ Arrotxapea — Artika                                                        | Udaletxea ⥋ Arrotxapea — Artika                                                        | Udaletxea ⥋ Arrotxapea — Artika                                                        | Udaletxea ⥋ Arrotxapea — Artika                                                        | Udaletxea ⥋ Arrotxapea — Artika                                                        | Udaletxea ⥋ Arrotxapea — Artika                                                        |
| 14    | Ouverture / Fermeture 1999 / — | Longueur 13,3 km                                                                       | Durée 15' / 15' min                                                                    | Nb. d’arrêts 9                                                                         | Matériel —                                                                             | Jours de fonctionnement L, Ma, Me, J, V, S, D                                          | Jour / Soir / Nuit / Fêtes O / O / N / O                                               | Voy. / an 170 746                                                                      | Dépôt Ezkaba                                                                           |
| 14    | Desserte : - Villes et lieux desservis : Pampelune, Artika - Gares desservies : |                                                                                        |                                                                                        |                                                                                        |                                                                                        |                                                                                        |                                                                                        |                                                                                        |                                                                                        |
| 14    | Autre : - Amplitudes horaires : 6h40 - 22h20 - Fréquences : 30' - Particularités : Un bus sur deux arrive à Artika - Date de dernière mise à jour : 1er janvier 1999. |                                                                                        |                                                                                        |                                                                                        |                                                                                        |                                                                                        |                                                                                        |                                                                                        |                                                                                        |
| 14    | Dernière actualisation : — |                                                                                        |                                                                                        |                                                                                        |                                                                                        |                                                                                        |                                                                                        |                                                                                        |                                                                                        |
| 15    | Pablo Sarasate ⥋ Ardoi — Zizur Nagusia | Pablo Sarasate ⥋ Ardoi — Zizur Nagusia                                                 | Pablo Sarasate ⥋ Ardoi — Zizur Nagusia                                                 | Pablo Sarasate ⥋ Ardoi — Zizur Nagusia                                                 | Pablo Sarasate ⥋ Ardoi — Zizur Nagusia                                                 | Pablo Sarasate ⥋ Ardoi — Zizur Nagusia                                                 | Pablo Sarasate ⥋ Ardoi — Zizur Nagusia                                                 | Pablo Sarasate ⥋ Ardoi — Zizur Nagusia                                                 | Pablo Sarasate ⥋ Ardoi — Zizur Nagusia                                                 |
| 15    | Ouverture / Fermeture 1930 / — | Longueur 16,2 km                                                                       | Durée 25' / 25' min                                                                    | Nb. d’arrêts 17                                                                        | Matériel —                                                                             | Jours de fonctionnement L, Ma, Me, J, V, S, D                                          | Jour / Soir / Nuit / Fêtes O / O / N / O                                               | Voy. / an 561 985                                                                      | Dépôt Ezkaba                                                                           |
| 15    | Desserte : - Villes et lieux desservis : Pampelune, Zizur Nagusia - Gares desservies : |                                                                                        |                                                                                        |                                                                                        |                                                                                        |                                                                                        |                                                                                        |                                                                                        |                                                                                        |
| 15    | Autre : - Amplitudes horaires : 6h30/6h45 - 22h30/22h50 - Fréquences : 20' (semaine/samedis) - 30' (fêtes) - Particularités : Un bus arrive chaque heure à Zizur Nagusia - Date de dernière mise à jour : 4 septembre 2017. |                                                                                        |                                                                                        |                                                                                        |                                                                                        |                                                                                        |                                                                                        |                                                                                        |                                                                                        |
| 15    | Dernière actualisation : — |                                                                                        |                                                                                        |                                                                                        |                                                                                        |                                                                                        |                                                                                        |                                                                                        |                                                                                        |
| 16    | Berriogoiti — Berriozar ⥋ Noain — Beriain | Berriogoiti — Berriozar ⥋ Noain — Beriain                                              | Berriogoiti — Berriozar ⥋ Noain — Beriain                                              | Berriogoiti — Berriozar ⥋ Noain — Beriain                                              | Berriogoiti — Berriozar ⥋ Noain — Beriain                                              | Berriogoiti — Berriozar ⥋ Noain — Beriain                                              | Berriogoiti — Berriozar ⥋ Noain — Beriain                                              | Berriogoiti — Berriozar ⥋ Noain — Beriain                                              | Berriogoiti — Berriozar ⥋ Noain — Beriain                                              |
| 16    | Ouverture / Fermeture 1930 / — | Longueur 36,4 km                                                                       | Durée 57' / 62' min                                                                    | Nb. d’arrêts 34                                                                        | Matériel —                                                                             | Jours de fonctionnement L, Ma, Me, J, V, S, D                                          | Jour / Soir / Nuit / Fêtes O / O / N / O                                               | Voy. / an 3 465 894                                                                    | Dépôt Ezkaba                                                                           |
| 16    | Desserte : - Villes et lieux desservis : Pampelune, Berriozar, Berriobeiti, Noain, Beriain - Gares desservies : Gare de Pampelune |                                                                                        |                                                                                        |                                                                                        |                                                                                        |                                                                                        |                                                                                        |                                                                                        |                                                                                        |
| 16    | Autre : - Amplitudes horaires : 6h30/6h40 - 22h25/22h35 - Fréquences : 12' (semaine) - 15' (semaine petite matinée/samedis) - 20' (fêtes) - Particularités : Un bus arrive chaque 35 minutes à Beriain et chaque heure à Berriogoiti - Date de dernière mise à jour : 2 mars 2018. |                                                                                        |                                                                                        |                                                                                        |                                                                                        |                                                                                        |                                                                                        |                                                                                        |                                                                                        |
| 16    | Dernière actualisation : — |                                                                                        |                                                                                        |                                                                                        |                                                                                        |                                                                                        |                                                                                        |                                                                                        |                                                                                        |
| 17    | Berriozar ⥋ Mutiloa | Berriozar ⥋ Mutiloa                                                                    | Berriozar ⥋ Mutiloa                                                                    | Berriozar ⥋ Mutiloa                                                                    | Berriozar ⥋ Mutiloa                                                                    | Berriozar ⥋ Mutiloa                                                                    | Berriozar ⥋ Mutiloa                                                                    | Berriozar ⥋ Mutiloa                                                                    | Berriozar ⥋ Mutiloa                                                                    |
| 17    | Ouverture / Fermeture 1930 / — | Longueur 15,4 km                                                                       | Durée 40' / 40' min                                                                    | Nb. d’arrêts 20                                                                        | Matériel —                                                                             | Jours de fonctionnement L, Ma, Me, J, V, S, D                                          | Jour / Soir / Nuit / Fêtes O / O / N / O                                               | Voy. / an 1 383 051                                                                    | Dépôt Ezkaba                                                                           |
| 17    | Desserte : - Villes et lieux desservis : Pampelune, Berriozar, Mutiloa - Gares desservies : Gare de Pampelune |                                                                                        |                                                                                        |                                                                                        |                                                                                        |                                                                                        |                                                                                        |                                                                                        |                                                                                        |
| 17    | Autre : - Amplitudes horaires : 6h30/7h10 - 22h30/22h35 - Fréquences : 15' (semaine) - 20' (samedis) - 40' (fêtes) - Particularités : - Date de dernière mise à jour : 20 janvier 2020. |                                                                                        |                                                                                        |                                                                                        |                                                                                        |                                                                                        |                                                                                        |                                                                                        |                                                                                        |
| 17    | Dernière actualisation : — |                                                                                        |                                                                                        |                                                                                        |                                                                                        |                                                                                        |                                                                                        |                                                                                        |                                                                                        |
| 18    | Zizur Nagusia ⥋ Sarriguren | Zizur Nagusia ⥋ Sarriguren                                                             | Zizur Nagusia ⥋ Sarriguren                                                             | Zizur Nagusia ⥋ Sarriguren                                                             | Zizur Nagusia ⥋ Sarriguren                                                             | Zizur Nagusia ⥋ Sarriguren                                                             | Zizur Nagusia ⥋ Sarriguren                                                             | Zizur Nagusia ⥋ Sarriguren                                                             | Zizur Nagusia ⥋ Sarriguren                                                             |
| 18    | Ouverture / Fermeture 1999 / — | Longueur 24,2 km                                                                       | Durée 40' / 40' min                                                                    | Nb. d’arrêts 28                                                                        | Matériel —                                                                             | Jours de fonctionnement L, Ma, Me, J, V, S, D                                          | Jour / Soir / Nuit / Fêtes O / O / N / O                                               | Voy. / an 3 235 621                                                                    | Dépôt Ezkaba                                                                           |
| 18    | Desserte : - Villes et lieux desservis : Pampelune, Sarriguren, Zizur Nagusia - Gares desservies : |                                                                                        |                                                                                        |                                                                                        |                                                                                        |                                                                                        |                                                                                        |                                                                                        |                                                                                        |
| 18    | Autre : - Amplitudes horaires : 6h30 - 22h30 - Fréquences : 12' (semaine) - 15' (semaine petite matinée/samedis) - 20' (fêtes) - Particularités : - Date de dernière mise à jour : 21 janvier 2019. |                                                                                        |                                                                                        |                                                                                        |                                                                                        |                                                                                        |                                                                                        |                                                                                        |                                                                                        |
| 18    | Dernière actualisation : — |                                                                                        |                                                                                        |                                                                                        |                                                                                        |                                                                                        |                                                                                        |                                                                                        |                                                                                        |
| 19    | Erripagaña ⥋ Barañain | Erripagaña ⥋ Barañain                                                                  | Erripagaña ⥋ Barañain                                                                  | Erripagaña ⥋ Barañain                                                                  | Erripagaña ⥋ Barañain                                                                  | Erripagaña ⥋ Barañain                                                                  | Erripagaña ⥋ Barañain                                                                  | Erripagaña ⥋ Barañain                                                                  | Erripagaña ⥋ Barañain                                                                  |
| 19    | Ouverture / Fermeture 1999 / — | Longueur 18,0 km                                                                       | Durée 40' / 35' min                                                                    | Nb. d’arrêts 29                                                                        | Matériel —                                                                             | Jours de fonctionnement L, Ma, Me, J, V, S, D                                          | Jour / Soir / Nuit / Fêtes O / O / N / O                                               | Voy. / an 1 792 051                                                                    | Dépôt Ezkaba                                                                           |
| 19    | Desserte : - Villes et lieux desservis : Pampelune, Burlata, Barañain - Gares desservies : |                                                                                        |                                                                                        |                                                                                        |                                                                                        |                                                                                        |                                                                                        |                                                                                        |                                                                                        |
| 19    | Autre : - Amplitudes horaires : 6h20/6h30 - 22h15/22h205 - Fréquences : 15' (semaine/samedis) - 20' (fêtes) - Particularités : - Date de dernière mise à jour : 4 septembre 2017. |                                                                                        |                                                                                        |                                                                                        |                                                                                        |                                                                                        |                                                                                        |                                                                                        |                                                                                        |
| 19    | Dernière actualisation : — |                                                                                        |                                                                                        |                                                                                        |                                                                                        |                                                                                        |                                                                                        |                                                                                        |                                                                                        |
| 20    | Bianako Printzea ⥋ Gorraitz | Bianako Printzea ⥋ Gorraitz                                                            | Bianako Printzea ⥋ Gorraitz                                                            | Bianako Printzea ⥋ Gorraitz                                                            | Bianako Printzea ⥋ Gorraitz                                                            | Bianako Printzea ⥋ Gorraitz                                                            | Bianako Printzea ⥋ Gorraitz                                                            | Bianako Printzea ⥋ Gorraitz                                                            | Bianako Printzea ⥋ Gorraitz                                                            |
| 20    | Ouverture / Fermeture 1953 / — | Longueur 19,2 km                                                                       | Durée 22' / 27' min                                                                    | Nb. d’arrêts 22                                                                        | Matériel —                                                                             | Jours de fonctionnement L, Ma, Me, J, V, S, D                                          | Jour / Soir / Nuit / Fêtes O / O / N / O                                               | Voy. / an 638 356                                                                      | Dépôt Ezkaba                                                                           |
| 20    | Desserte : - Villes et lieux desservis : Pampelune, Burlata, Sarriguren, Olatz, Gorraitz - Gares desservies : |                                                                                        |                                                                                        |                                                                                        |                                                                                        |                                                                                        |                                                                                        |                                                                                        |                                                                                        |
| 20    | Autre : - Amplitudes horaires : 6h30/6h45 - 22h20/22h35 - Fréquences : 20' (semaine) - 30' (samedis/fêtes) - Particularités : Un bus sur trois dessert chaque brache dans Gorraitz - Date de dernière mise à jour : 1er avril 2019. |                                                                                        |                                                                                        |                                                                                        |                                                                                        |                                                                                        |                                                                                        |                                                                                        |                                                                                        |
| 20    | Dernière actualisation : — |                                                                                        |                                                                                        |                                                                                        |                                                                                        |                                                                                        |                                                                                        |                                                                                        |                                                                                        |
| 21    | Zirkularra Ekialdea | Zirkularra Ekialdea                                                                    | Zirkularra Ekialdea                                                                    | Zirkularra Ekialdea                                                                    | Zirkularra Ekialdea                                                                    | Zirkularra Ekialdea                                                                    | Zirkularra Ekialdea                                                                    | Zirkularra Ekialdea                                                                    | Zirkularra Ekialdea                                                                    |
| 21    | Hirigunea ⥋ Antsoain |                                                                                        |                                                                                        |                                                                                        |                                                                                        |                                                                                        |                                                                                        |                                                                                        |                                                                                        |
| 21    | Ouverture / Fermeture 1953 / — | Longueur 8,4 km                                                                        | Durée 30' min                                                                          | Nb. d’arrêts 23                                                                        | Matériel —                                                                             | Jours de fonctionnement L, Ma, Me, J, V, S, D                                          | Jour / Soir / Nuit / Fêtes O / O / N / O                                               | Voy. / an 1 485 715                                                                    | Dépôt Ezkaba                                                                           |
| 21    | Desserte : - Villes et lieux desservis : Pampelune, Antsoain - Gares desservies : Gare de Pampelune |                                                                                        |                                                                                        |                                                                                        |                                                                                        |                                                                                        |                                                                                        |                                                                                        |                                                                                        |
| 21    | Autre : - Amplitudes horaires : 6h20/6h30 - 22h25/22h30 - Fréquences : 10' (semaine/samedis) - 12' (petites matinées) - 15' (fêtes) - Particularités : C'est une ligne circulaire (ligne 3 dans l'autre sens) - Date de dernière mise à jour : 2 mars 2018. |                                                                                        |                                                                                        |                                                                                        |                                                                                        |                                                                                        |                                                                                        |                                                                                        |                                                                                        |
| 21    | Dernière actualisation : — |                                                                                        |                                                                                        |                                                                                        |                                                                                        |                                                                                        |                                                                                        |                                                                                        |                                                                                        |
| 22    | Merindadeen ⥋ Mutiloa | Merindadeen ⥋ Mutiloa                                                                  | Merindadeen ⥋ Mutiloa                                                                  | Merindadeen ⥋ Mutiloa                                                                  | Merindadeen ⥋ Mutiloa                                                                  | Merindadeen ⥋ Mutiloa                                                                  | Merindadeen ⥋ Mutiloa                                                                  | Merindadeen ⥋ Mutiloa                                                                  | Merindadeen ⥋ Mutiloa                                                                  |
| 22    | Ouverture / Fermeture 2009 / — | Longueur 7,4 km                                                                        | Durée 15' / 15' min                                                                    | Nb. d’arrêts 9                                                                         | Matériel —                                                                             | Jours de fonctionnement L, Ma, Me, J, V, S, D                                          | Jour / Soir / Nuit / Fêtes O / O / N / O                                               | Voy. / an 99 189                                                                       | Dépôt Ezkaba                                                                           |
| 22    | Desserte : - Villes et lieux desservis : Pampelune, Mutiloa - Gares desservies : |                                                                                        |                                                                                        |                                                                                        |                                                                                        |                                                                                        |                                                                                        |                                                                                        |                                                                                        |
| 22    | Autre : - Amplitudes horaires : 6h30 - 22h30 - Fréquences : 30' - Particularités : - Date de dernière mise à jour : 20 janvier 2020. |                                                                                        |                                                                                        |                                                                                        |                                                                                        |                                                                                        |                                                                                        |                                                                                        |                                                                                        |
| 22    | Dernière actualisation : — |                                                                                        |                                                                                        |                                                                                        |                                                                                        |                                                                                        |                                                                                        |                                                                                        |                                                                                        |
| 23    | Kordobila — Bianako Printzea ⥋ Itaroa — Olloki | Kordobila — Bianako Printzea ⥋ Itaroa — Olloki                                         | Kordobila — Bianako Printzea ⥋ Itaroa — Olloki                                         | Kordobila — Bianako Printzea ⥋ Itaroa — Olloki                                         | Kordobila — Bianako Printzea ⥋ Itaroa — Olloki                                         | Kordobila — Bianako Printzea ⥋ Itaroa — Olloki                                         | Kordobila — Bianako Printzea ⥋ Itaroa — Olloki                                         | Kordobila — Bianako Printzea ⥋ Itaroa — Olloki                                         | Kordobila — Bianako Printzea ⥋ Itaroa — Olloki                                         |
| 23    | Ouverture / Fermeture 2009 / — | Longueur 25,8 km                                                                       | Durée 45' / 52' min                                                                    | Nb. d’arrêts 22                                                                        | Matériel —                                                                             | Jours de fonctionnement L, Ma, Me, J, V, S, D                                          | Jour / Soir / Nuit / Fêtes O / O / N / O                                               | Voy. / an 232 357                                                                      | Dépôt Ezkaba                                                                           |
| 23    | Desserte : - Villes et lieux desservis : Pampelune, Burlata, Sarriguren, Olatz, Gorraitz, Uharte, Olloki, Kordobila - Gares desservies : |                                                                                        |                                                                                        |                                                                                        |                                                                                        |                                                                                        |                                                                                        |                                                                                        |                                                                                        |
| 23    | Autre : - Amplitudes horaires : 6h25/7h00 - 21h45/22h25 - Fréquences : 30' (semaine) - 90' (samedis/fêtes)* - Particularités : La semaine, tous les bus desservent tous les arrêts. Les weekends et fêtes, les bus font ces itinéraires: Kordobila → Olloki / Bianako Printzea → Itaroa / Itaroa → Kordobila / Olloki → Bianako Printzea - Date de dernière mise à jour : 1er septembre 2019. *Le temps d'attente dans le tronc de la ligne est de 30' - 60' - 30' - 60'... |                                                                                        |                                                                                        |                                                                                        |                                                                                        |                                                                                        |                                                                                        |                                                                                        |                                                                                        |
| 23    | Dernière actualisation : — |                                                                                        |                                                                                        |                                                                                        |                                                                                        |                                                                                        |                                                                                        |                                                                                        |                                                                                        |
| 24    | Merkatuko Zirkularra | Merkatuko Zirkularra                                                                   | Merkatuko Zirkularra                                                                   | Merkatuko Zirkularra                                                                   | Merkatuko Zirkularra                                                                   | Merkatuko Zirkularra                                                                   | Merkatuko Zirkularra                                                                   | Merkatuko Zirkularra                                                                   | Merkatuko Zirkularra                                                                   |
| 24    | Donibane ⥋ Landaben |                                                                                        |                                                                                        |                                                                                        |                                                                                        |                                                                                        |                                                                                        |                                                                                        |                                                                                        |
| 24    | Ouverture / Fermeture 2010 / — | Longueur 5,8 km                                                                        | Durée 22' min                                                                          | Nb. d’arrêts 11                                                                        | Matériel —                                                                             | Jours de fonctionnement D                                                              | Jour / Soir / Nuit / Fêtes N / N / N / O                                               | Voy. / an 12 079                                                                       | Dépôt Ezkaba                                                                           |
| 24    | Desserte : - Villes et lieux desservis : Pampelune - Gares desservies : |                                                                                        |                                                                                        |                                                                                        |                                                                                        |                                                                                        |                                                                                        |                                                                                        |                                                                                        |
| 24    | Autre : - Amplitudes horaires : 9k00 - 14h25 - Fréquences : 25' - Particularités : C'est une ligne circulaire (pas de ligne dans l'autre sens) - Date de dernière mise à jour : 19 décembre 2012. |                                                                                        |                                                                                        |                                                                                        |                                                                                        |                                                                                        |                                                                                        |                                                                                        |                                                                                        |
| 24    | Dernière actualisation : — |                                                                                        |                                                                                        |                                                                                        |                                                                                        |                                                                                        |                                                                                        |                                                                                        |                                                                                        |
| 25    | Bianako Printzea ⥋ Mutiloa | Bianako Printzea ⥋ Mutiloa                                                             | Bianako Printzea ⥋ Mutiloa                                                             | Bianako Printzea ⥋ Mutiloa                                                             | Bianako Printzea ⥋ Mutiloa                                                             | Bianako Printzea ⥋ Mutiloa                                                             | Bianako Printzea ⥋ Mutiloa                                                             | Bianako Printzea ⥋ Mutiloa                                                             | Bianako Printzea ⥋ Mutiloa                                                             |
| 25    | Ouverture / Fermeture 2012 / — | Longueur 10,9 km                                                                       | Durée 15' / 15' min                                                                    | Nb. d’arrêts 17                                                                        | Matériel —                                                                             | Jours de fonctionnement L, Ma, Me, J, V, S, D                                          | Jour / Soir / Nuit / Fêtes O / O / N / O                                               | Voy. / an —                                                                            | Dépôt Ezkaba                                                                           |
| 25    | Desserte : - Villes et lieux desservis : Pampelune, Mutiloa - Gares desservies : |                                                                                        |                                                                                        |                                                                                        |                                                                                        |                                                                                        |                                                                                        |                                                                                        |                                                                                        |
| 25    | Autre : - Amplitudes horaires : 6h35/6h40 - 22h05/22h20 - Fréquences : 30' (semaine/samedis) - 60' (fêtes)* - Particularités : - Date de dernière mise à jour : 20 janvier 2020. |                                                                                        |                                                                                        |                                                                                        |                                                                                        |                                                                                        |                                                                                        |                                                                                        |                                                                                        |
| 25    | Dernière actualisation : — |                                                                                        |                                                                                        |                                                                                        |                                                                                        |                                                                                        |                                                                                        |                                                                                        |                                                                                        |

### Servicede nuit
Il se compose de 10 lignes, en service entre 23h00 et, selon le jour de la semaine, 0h00, 2h00, 4h00 ou 6h00. Ce sont des lignes plus longues, visant desservir le plus grand nombre de population. Chaque nuit, entre 2 et 3 bus desservent chaque arrêt. Ce chiffre s'augmente les nuits de vendredi et samedi.
| Ligne | Caractéristiques | Caractéristiques                         | Caractéristiques                         | Caractéristiques                         | Caractéristiques                         | Caractéristiques                              | Caractéristiques                         | Caractéristiques                         | Caractéristiques                         |
| N1    | San Inazio ⥋ Zizur Nagusia | San Inazio ⥋ Zizur Nagusia               | San Inazio ⥋ Zizur Nagusia               | San Inazio ⥋ Zizur Nagusia               | San Inazio ⥋ Zizur Nagusia               | San Inazio ⥋ Zizur Nagusia                    | San Inazio ⥋ Zizur Nagusia               | San Inazio ⥋ Zizur Nagusia               | San Inazio ⥋ Zizur Nagusia               |
| ----- | --- | ---------------------------------------- | ---------------------------------------- | ---------------------------------------- | ---------------------------------------- | --------------------------------------------- | ---------------------------------------- | ---------------------------------------- | ---------------------------------------- |
| N1    | Ouverture / Fermeture 2005 / — | Longueur 17,9 km                         | Durée 30 / 30 min                        | Nb. d’arrêts 24                          | Matériel —                               | Jours de fonctionnement L, Ma, Me, J, V, S, D | Jour / Soir / Nuit / Fêtes O / O / N / O | Voy. / an —                              | Dépôt Ezkaba                             |
| N1    | Desserte : - Villes et lieux desservis : Pampelune, Zizur Nagusia - Gares desservies : |                                          |                                          |                                          |                                          |                                               |                                          |                                          |                                          |
| N1    | Autre : - Amplitudes horaires : 23h00 - 0h30/4h30/6h30 - Heures de passage : Dimanche à jeudi: 23h00 00h00 / Vendredis: 23h00 00h00 01h00 02h00 03h00 04h00 / Samedis: 23h00 00h00 01h00 02h00 03h00 04h00 05h00 06h00 - Particularités : - Date de dernière mise à jour : 1er janvier 2005. |                                          |                                          |                                          |                                          |                                               |                                          |                                          |                                          |
| N1    | Dernière actualisation : — |                                          |                                          |                                          |                                          |                                               |                                          |                                          |                                          |
| N2    | Pablo Sarasate ⥋ Barañain | Pablo Sarasate ⥋ Barañain                | Pablo Sarasate ⥋ Barañain                | Pablo Sarasate ⥋ Barañain                | Pablo Sarasate ⥋ Barañain                | Pablo Sarasate ⥋ Barañain                     | Pablo Sarasate ⥋ Barañain                | Pablo Sarasate ⥋ Barañain                | Pablo Sarasate ⥋ Barañain                |
| N2    | Ouverture / Fermeture 2005 / — | Longueur 12,9 km                         | Durée 30 / 30 min                        | Nb. d’arrêts 21                          | Matériel —                               | Jours de fonctionnement L, Ma, Me, J, V, S, D | Jour / Soir / Nuit / Fêtes O / O / N / O | Voy. / an —                              | Dépôt Ezkaba                             |
| N2    | Desserte : - Villes et lieux desservis : Pampelune, Barañain - Gares desservies : |                                          |                                          |                                          |                                          |                                               |                                          |                                          |                                          |
| N2    | Autre : - Amplitudes horaires : 22h45 - 0h15/4h15/6h15 - Heures de passage : Dimanche à jeudi: 22h45 23h15 23h45 / Vendredis: 22h45 23h15 23h45 00h15 00h45 01h15 01h45 02h15 02h45 03h15 03h45 / Samedis: 22h40 23h00 23h20 23h40 00h00 00h20 00h40 01h00 01h20 01h40 02h00 02h20 02h40 03h00 03h20 03h40 04h00 - Particularités : - Date de dernière mise à jour : 1er janvier 2005. |                                          |                                          |                                          |                                          |                                               |                                          |                                          |                                          |
| N2    | Dernière actualisation : — |                                          |                                          |                                          |                                          |                                               |                                          |                                          |                                          |
| N3    | Zirkularra Mendebaldea | Zirkularra Mendebaldea                   | Zirkularra Mendebaldea                   | Zirkularra Mendebaldea                   | Zirkularra Mendebaldea                   | Zirkularra Mendebaldea                        | Zirkularra Mendebaldea                   | Zirkularra Mendebaldea                   | Zirkularra Mendebaldea                   |
| N3    | Labriteko Aldapa ⥋ Berain |                                          |                                          |                                          |                                          |                                               |                                          |                                          |                                          |
| N3    | Ouverture / Fermeture 2005 / — | Longueur 23,1 km                         | Durée 30 / 30 min                        | Nb. d’arrêts 22                          | Matériel —                               | Jours de fonctionnement L, Ma, Me, J, V, S, D | Jour / Soir / Nuit / Fêtes O / O / N / O | Voy. / an —                              | Dépôt Ezkaba                             |
| N3    | Desserte : - Villes et lieux desservis : Pampelune, Noain, Beriain - Gares desservies : |                                          |                                          |                                          |                                          |                                               |                                          |                                          |                                          |
| N3    | Autre : - Amplitudes horaires : 23h00 - 0h30/4h30/6h30 - Heures de passage : Dimanche à jeudi: 23h00 00h00 / Vendredis: 23h00 00h00 01h00 02h00 03h00 04h00 / Samedis: 23h00 00h00 01h00 02h00 03h00 04h00 05h00 06h00 - Particularités : - Date de dernière mise à jour : 1er janvier 2005. |                                          |                                          |                                          |                                          |                                               |                                          |                                          |                                          |
| N3    | Dernière actualisation : — |                                          |                                          |                                          |                                          |                                               |                                          |                                          |                                          |
| N4    | Pablo Sarasate ⥋ Berriozar — Berriogoiti | Pablo Sarasate ⥋ Berriozar — Berriogoiti | Pablo Sarasate ⥋ Berriozar — Berriogoiti | Pablo Sarasate ⥋ Berriozar — Berriogoiti | Pablo Sarasate ⥋ Berriozar — Berriogoiti | Pablo Sarasate ⥋ Berriozar — Berriogoiti      | Pablo Sarasate ⥋ Berriozar — Berriogoiti | Pablo Sarasate ⥋ Berriozar — Berriogoiti | Pablo Sarasate ⥋ Berriozar — Berriogoiti |
| N4    | Ouverture / Fermeture 2005 / — | Longueur 15,0 km                         | Durée 25 / 25 min                        | Nb. d’arrêts 19                          | Matériel —                               | Jours de fonctionnement L, Ma, Me, J, V, S, D | Jour / Soir / Nuit / Fêtes O / O / N / O | Voy. / an —                              | Dépôt Ezkaba                             |
| N4    | Desserte : - Villes et lieux desservis : Pampelune, Berriozar, Berriobeiti - Gares desservies : Gare de Pampelune |                                          |                                          |                                          |                                          |                                               |                                          |                                          |                                          |
| N4    | Autre : - Amplitudes horaires : 23h00 - 0h30/4h30/6h30 - Heures de passage : Dimanche à jeudi: 22h00 23h30 00h10 / Vendredis: 22h50 23h14 23h38 00h02 00h26 00h50 01h14 01h38 02h02 02h26 02h50 03h14 03h38 04h02 / Samedis: 22h50 23h14 23h38 00h02 00h26 00h50 01h14 01h38 02h02 02h26 02h50 03h14 03h38 04h02 04h26 04h50 05h14 05h38 06h02 - Particularités : Un bus arrive toutes les deux heures jusqu'`Berriogoiti - Date de dernière mise à jour : 1er janvier 2005.                                 |                                          |                                          |                                          |                                          |                                               |                                          |                                          |                                          |
| N4    | Dernière actualisation : — |                                          |                                          |                                          |                                          |                                               |                                          |                                          |                                          |
| N5    | Nafarroako Gorteen ⥋ Uharte — Gorraitz | Nafarroako Gorteen ⥋ Uharte — Gorraitz   | Nafarroako Gorteen ⥋ Uharte — Gorraitz   | Nafarroako Gorteen ⥋ Uharte — Gorraitz   | Nafarroako Gorteen ⥋ Uharte — Gorraitz   | Nafarroako Gorteen ⥋ Uharte — Gorraitz        | Nafarroako Gorteen ⥋ Uharte — Gorraitz   | Nafarroako Gorteen ⥋ Uharte — Gorraitz   | Nafarroako Gorteen ⥋ Uharte — Gorraitz   |
| N5    | Ouverture / Fermeture 2005 / — | Longueur 21,7 km                         | Durée 30 / 30 min                        | Nb. d’arrêts 25                          | Matériel —                               | Jours de fonctionnement L, Ma, Me, J, V, S, D | Jour / Soir / Nuit / Fêtes O / O / N / O | Voy. / an —                              | Dépôt Ezkaba                             |
| N5    | Desserte : - Villes et lieux desservis : Pampelune, Burlata, Atarrabia, Uharte, Olatz, Gorraitz - Gares desservies : |                                          |                                          |                                          |                                          |                                               |                                          |                                          |                                          |
| N5    | Autre : - Amplitudes horaires : 23h00 - 0h15/4h15/6h15 - Heures de passage : Dimanche à jeudi: 22h45 23h15 23h45 / Vendredis: 22h45 23h15 23h45 00h15 00h45 01h15 01h45 02h15 02h45 03h15 03h45 / Samedis: 22h45 23h15 23h45 00h15 00h45 01h15 01h45 02h15 02h45 03h15 03h45 04h15 04h45 05h15 05h45 06h15 - Particularités : Un bus sur deux arrive à Gorraitz. D'entre eux, un sur deux prend chaque branche et le dernier d'entre tous prend les deux. - Date de dernière mise à jour : 1er janvier 2005. |                                          |                                          |                                          |                                          |                                               |                                          |                                          |                                          |
| N5    | Dernière actualisation : — |                                          |                                          |                                          |                                          |                                               |                                          |                                          |                                          |
| N6    | Nafarroako Gorteen ⥋ Mendillorri | Nafarroako Gorteen ⥋ Mendillorri         | Nafarroako Gorteen ⥋ Mendillorri         | Nafarroako Gorteen ⥋ Mendillorri         | Nafarroako Gorteen ⥋ Mendillorri         | Nafarroako Gorteen ⥋ Mendillorri              | Nafarroako Gorteen ⥋ Mendillorri         | Nafarroako Gorteen ⥋ Mendillorri         | Nafarroako Gorteen ⥋ Mendillorri         |
| N6    | Ouverture / Fermeture 2005 / — | Longueur 7,5 km                          | Durée 15 / 15 min                        | Nb. d’arrêts 12                          | Matériel —                               | Jours de fonctionnement L, Ma, Me, J, V, S, D | Jour / Soir / Nuit / Fêtes O / O / N / O | Voy. / an —                              | Dépôt Ezkaba                             |
| N6    | Desserte : - Villes et lieux desservis : Pampelune - Gares desservies : |                                          |                                          |                                          |                                          |                                               |                                          |                                          |                                          |
| N6    | Autre : - Amplitudes horaires : 23h00 - 0h15/4h15/6h15 - Heures de passage : Dimanche à jeudi: 22h45 23h15 23h45 / Vendredis: 22h45 23h15 23h45 00h15 00h45 01h15 01h45 02h15 02h45 03h15 03h45 / Samedis: 22h40 23h00 23h20 23h40 00h00 00h20 00h40 01h00 01h20 01h40 02h00 02h20 02h40 03h00 03h20 03h40 04h00 - Particularités : - Date de dernière mise à jour : 1er janvier 2005. |                                          |                                          |                                          |                                          |                                               |                                          |                                          |                                          |
| N6    | Dernière actualisation : — |                                          |                                          |                                          |                                          |                                               |                                          |                                          |                                          |
| N7    | Pablo Sarasate ⥋ Bexe Nafarroa | Pablo Sarasate ⥋ Bexe Nafarroa           | Pablo Sarasate ⥋ Bexe Nafarroa           | Pablo Sarasate ⥋ Bexe Nafarroa           | Pablo Sarasate ⥋ Bexe Nafarroa           | Pablo Sarasate ⥋ Bexe Nafarroa                | Pablo Sarasate ⥋ Bexe Nafarroa           | Pablo Sarasate ⥋ Bexe Nafarroa           | Pablo Sarasate ⥋ Bexe Nafarroa           |
| N7    | Ouverture / Fermeture 2005 / — | Longueur 19,0 km                         | Durée 35 / 35 min                        | Nb. d’arrêts 27                          | Matériel —                               | Jours de fonctionnement L, Ma, Me, J, V, S, D | Jour / Soir / Nuit / Fêtes O / O / N / O | Voy. / an —                              | Dépôt Ezkaba                             |
| N7    | Desserte : - Villes et lieux desservis : Pampelune, Antsoain - Gares desservies : Gare de Pampelune |                                          |                                          |                                          |                                          |                                               |                                          |                                          |                                          |
| N7    | Autre : - Amplitudes horaires : 23h00 - 1h00/5h00/7h15 - Heures de passage : Dimanche à jeudi: 23h00 23h35 00h10 / Vendredis: 22h50 23h15 23h40 00h05 00h30 00h55 01h20 01h45 02h10 02h35 03h00 03h25 03h50 04h15 / Samedis: 22h45 23h00 23h15 23h30 23h45 00h00 00h15 00h30 00h45 01h00 01h15 01h30 01h45 02h00 02h15 02h30 02h45 03h00 03h15 03h30 03h45 04h00 04h15 04h30 04h45 05h00 05h15 05h30 05h45 06h00 06h15 06h30 - Particularités : - Date de dernière mise à jour : 1er janvier 2005.           |                                          |                                          |                                          |                                          |                                               |                                          |                                          |                                          |
| N7    | Dernière actualisation : — |                                          |                                          |                                          |                                          |                                               |                                          |                                          |                                          |
| N8    | Labriteko Aldapa ⥋ Mutiloa | Labriteko Aldapa ⥋ Mutiloa               | Labriteko Aldapa ⥋ Mutiloa               | Labriteko Aldapa ⥋ Mutiloa               | Labriteko Aldapa ⥋ Mutiloa               | Labriteko Aldapa ⥋ Mutiloa                    | Labriteko Aldapa ⥋ Mutiloa               | Labriteko Aldapa ⥋ Mutiloa               | Labriteko Aldapa ⥋ Mutiloa               |
| N8    | Ouverture / Fermeture 2005 / — | Longueur 12,2 km                         | Durée 25 / 25 min                        | Nb. d’arrêts 15                          | Matériel —                               | Jours de fonctionnement L, Ma, Me, J, V, S, D | Jour / Soir / Nuit / Fêtes O / O / N / O | Voy. / an —                              | Dépôt Ezkaba                             |
| N8    | Desserte : - Villes et lieux desservis : Pampelune, Mutiloa - Gares desservies : |                                          |                                          |                                          |                                          |                                               |                                          |                                          |                                          |
| N8    | Autre : - Amplitudes horaires : 23h00 - 0h30/4h30/6h30 - Heures de passage : Dimanche à jeudi: 23h00 00h00 / Vendredis: 23h00 00h00 01h00 02h00 03h00 04h00 / Samedis: 23h00 00h00 01h00 02h00 03h00 04h00 05h00 06h00 - Particularités : - Date de dernière mise à jour : 1er janvier 2005. |                                          |                                          |                                          |                                          |                                               |                                          |                                          |                                          |
| N8    | Dernière actualisation : — |                                          |                                          |                                          |                                          |                                               |                                          |                                          |                                          |
| N9    | Pablo Sarasate ⥋ Orkoien | Pablo Sarasate ⥋ Orkoien                 | Pablo Sarasate ⥋ Orkoien                 | Pablo Sarasate ⥋ Orkoien                 | Pablo Sarasate ⥋ Orkoien                 | Pablo Sarasate ⥋ Orkoien                      | Pablo Sarasate ⥋ Orkoien                 | Pablo Sarasate ⥋ Orkoien                 | Pablo Sarasate ⥋ Orkoien                 |
| N9    | Ouverture / Fermeture 2005 / — | Longueur 13,6 km                         | Durée 30 / 30 min                        | Nb. d’arrêts 14                          | Matériel —                               | Jours de fonctionnement V, S                  | Jour / Soir / Nuit / Fêtes O / O / N / O | Voy. / an —                              | Dépôt Ezkaba                             |
| N9    | Desserte : - Villes et lieux desservis : Pampelune, Orkoien - Gares desservies : |                                          |                                          |                                          |                                          |                                               |                                          |                                          |                                          |
| N9    | Autre : - Amplitudes horaires : 23h00 - 3h30/5h30 - Heures de passage : Vendredis: 23h00 01h00 03h00 / Samedis: 23h00 01h00 03h00 05h00 - Particularités : - Date de dernière mise à jour : 1er janvier 2005. |                                          |                                          |                                          |                                          |                                               |                                          |                                          |                                          |
| N9    | Dernière actualisation : — |                                          |                                          |                                          |                                          |                                               |                                          |                                          |                                          |
| N10   | Nafarroako Gorteen ⥋ Sarriguren | Nafarroako Gorteen ⥋ Sarriguren          | Nafarroako Gorteen ⥋ Sarriguren          | Nafarroako Gorteen ⥋ Sarriguren          | Nafarroako Gorteen ⥋ Sarriguren          | Nafarroako Gorteen ⥋ Sarriguren               | Nafarroako Gorteen ⥋ Sarriguren          | Nafarroako Gorteen ⥋ Sarriguren          | Nafarroako Gorteen ⥋ Sarriguren          |
| N10   | Ouverture / Fermeture 2005 / — | Longueur 11,3 km                         | Durée 30 / 30 min                        | Nb. d’arrêts 14                          | Matériel —                               | Jours de fonctionnement L, Ma, Me, J, V, S, D | Jour / Soir / Nuit / Fêtes O / O / N / O | Voy. / an —                              | Dépôt Ezkaba                             |
| N10   | Desserte : - Villes et lieux desservis : Pampelune, Burlata, Sarriguren - Gares desservies : |                                          |                                          |                                          |                                          |                                               |                                          |                                          |                                          |
| N10   | Autre : - Amplitudes horaires : 23h00 - 0h30/4h30/6h30 - Heures de passage : Dimanche à jeudi: 22h50 23h30 00h10 / Vendredis: 22h50 23h30 00h10 00h50 01h30 02h10 02h50 03h30 04h10 / Samedis: 22h50 23h30 00h10 00h50 01h30 02h10 02h50 03h30 04h10 04h50 05:30 06h10 - Particularités : - Date de dernière mise à jour : 1er janvier 2005. |                                          |                                          |                                          |                                          |                                               |                                          |                                          |                                          |
| N10   | Dernière actualisation : — |                                          |                                          |                                          |                                          |                                               |                                          |                                          |                                          |

## Fréquentation
La fréquentation du réseau TBM est en augmentation continue et soutenue depuis la fin de la crise économique de 2008. Dans l'année 2019, le chiffre de 40 000 000 de voyageurs a été dépassé.
| 1953 - 1999 | 1953 - 1999 |       | 2000 - 2009 | 2000 - 2009 | 2000 - 2009 |            | 2010 - 2019 | 2010 - 2019 | 2010 - 2019 |
| Année       | Voyages     | Année | Voyages     | Variation   | Année       | Voyages    | Variation   |             |             |
|             |             | 2000  | 33 699 308  | ▲ 6,3%      | 2010        | 36 591 990 | ▼ 0,9%      |             |             |
| 1987        | 503 603     | 2001  | 34 212 117  | ▲ 1,5%      | 2011        | 36 449 281 | ▼ 0,4%      |             |             |
| 1988        | 611 554     | 2002  | 33 961 015  | ▼ 0,8%      | 2012        | 34 738 115 | ▼ 5,7%      |             |             |
| 1989        | 19 715 451  | 2003  | 34 944 307  | ▲ 2,9%      | 2013        | 33 212 817 | ▼ 5,4%      |             |             |
| 1995        | 21 688 523  | 2004  | 33 372 871  | ▼ 5,5%      | 2014        | 32 711 053 | ▼ 2,5%      |             |             |
| 1995        | 7 268 000   | 2005  | 35 706 415  | ▲ 7,0%      | 2015        | 34 060 583 | ▲ 4,1%      |             |             |
| 1995        | 28 956 523  | 2006  | 37 354 615  | ▲ 4,6%      | 2016        | 35 529 472 | ▲ 4,3%      |             |             |
| 1997        | 28 811 483  | 2007  | 38 470 295  | ▲ 3,0%      | 2017        | 36 991 480 | ▲ 4,1%      |             |             |
| 1998        | 28 760 533  | 2008  | 38 518 647  | ▲ 0,1%      | 2018        | 39 007 864 | ▲ 5,5%      |             |             |
| 1999        | 31 675 795  | 2009  | 36 927 599  | ▼ 5,2%      | 2019        | 40 639 355 | ▲ 4,2%      |             |             |

 lignes urbaines avant 1999 |  lignes interurbaines avant 1999
 lignes après 1999